# Peder Claussøn Friis
Vous lisez un « bon article » labellisé en 2020.
Pour les articles homonymes, voir Friis.
Peder Claussøn Friis, né le 1er avril 1545 à Egersund (Rogaland) et mort le 15 octobre 1614 à Valle (commune de Lindesnes, Agder), est un pasteur, historien, traducteur et topographe norvégien.
Il est décrit comme un homme au très fort caractère, proche de ses ouailles, bien qu'il ait eu régulièrement fort à faire pour récupérer la dîme auprès des paysans ou pour défendre ceux-ci face aux notables.
Auteur prolifique, il a traduit la Heimskringla (Saga des rois de Norvège). Il a ainsi fait redécouvrir Snorri Sturluson. Cette traduction, en dehors de ses qualités littéraires, a permis grâce à une édition au XVIIIe siècle qui touchera toutes les couches de la société, de rappeler le passé indépendant de la Norvège mais aussi de réveiller un sentiment d'identité nationale et une volonté des Norvégiens de s'émanciper du Danemark et de sa monarchie absolue.
Lecteur de manuscrits anciens comme d'ouvrages de son temps, il écrit lui-même plusieurs ouvrages de topographie où il décrit la Norvège et les îles environnantes dans un style vivant qui deviendra un modèle. De la même manière il écrit toute une série de petits ouvrages sur la faune et la flore.
Pasteur passionné, refusant les restes du catholicisme, homme de la campagne toujours prêt à défendre les paysans contre les édiles — hommes de loi et fonctionnaires — lorsqu'il le croit juste, Peder Claussøn Friis est un savant en avance sur son temps, que ce soit dans la manière d'aborder son travail, dans le regard critique qu'il peut poser sur les ouvrages scientifiques, ou encore dans le regard qu'il pose sur la Norvège et ses contemporains. Comme l'explique Éric Eydoux : « c'est peut-être hors des deux villes [Oslo et Bergen] qu'il faut chercher l'écrivain le plus marquant de cette époque ».

## Biographie
Peder Claussøn Friis est né à Egersund dans le Rogaland, de Niculas (Claus) Torolfssøn Friis, pasteur. Il est élevé dans le diocèse d'Undal (qui regroupe quatre églises : Konaxmo, Vigmostad, Valle et Spangereid), où son père officiait. Il grandit au sein du milieu paysan, puis fréquente l'école latine de Stavanger, sous la direction de Jakob Matssøn, où l'un de ses professeurs, Jon Simonssøn, lui apprend le norrois. Il y fait une excellente scolarité comme l'atteste une lettre datée du 20 juin 1562 qui vante son écriture et son orthographe.
Il interrompt ses études en 1565, pour devenir le vicaire à Valle auprès de son père ; puis, à la mort de celui-ci l'année suivante, il lui succède comme pasteur. Parallèlement, il est nommé doyen de la commune de Lista, et cumule ces deux postes jusqu'à son décès. Succéder à son père, comme pasteur d'Undal, à l'âge de seulement 21 ans, montre l'importance des relations qu'il est parvenu à tisser et entretenir. Ses nouvelles responsabilités, dont il s'acquitte sans apparente difficulté, l'empêchent néanmoins de poursuivre ses études à l'université.
Sa vie personnelle est très peu documentée, si ce n'est qu'il s'est marié et a eu au moins quatre enfants : un garçon, nommé Claus, et trois filles. À sa mort en 1614, son fils Claus lui succède comme pasteur à Valle jusqu'en 1629, date à laquelle il meurt sans descendance.

### Carrière religieuse
Il rencontre en 1572 l'évêque de Stavanger, Jørgen Eriksen. Semblables par le caractère, ils deviennent proches. Très religieux et luthériens, ils agissent pour faire disparaître les coutumes et croyances catholiques. En 1575, Eriksen le nomme « conseiller spirituel du diocèse » ; il devient chanoine à Stavanger la même année. De par ses fonctions, il va régulièrement dans cette ville prononcer des sermons, ce qui lui assure des revenus réguliers. Comme pasteur de Valle, il paye une partie des travaux de reconstruction et d'agrandissement de l'église,. Il est nommé représentant du chapitre de Stavanger à Oslo une première fois lors d'un hommage à Christian IV en 1591, puis une seconde fois pour un hommage au prince héritier Christian de Danemark en 1610. En 1605, un nouvel évêque est nommé à Stavanger : Laurids Scavenius. L'entente entre les deux hommes est bonne, l'évêque pousse Friis à poursuivre ses travaux. Enfin, en mai 1608, il est nommé archidiacre comme il est indiqué dans les actes du chapitre car il en était le doyen. Cette fonction aurait été probablement honorifique.

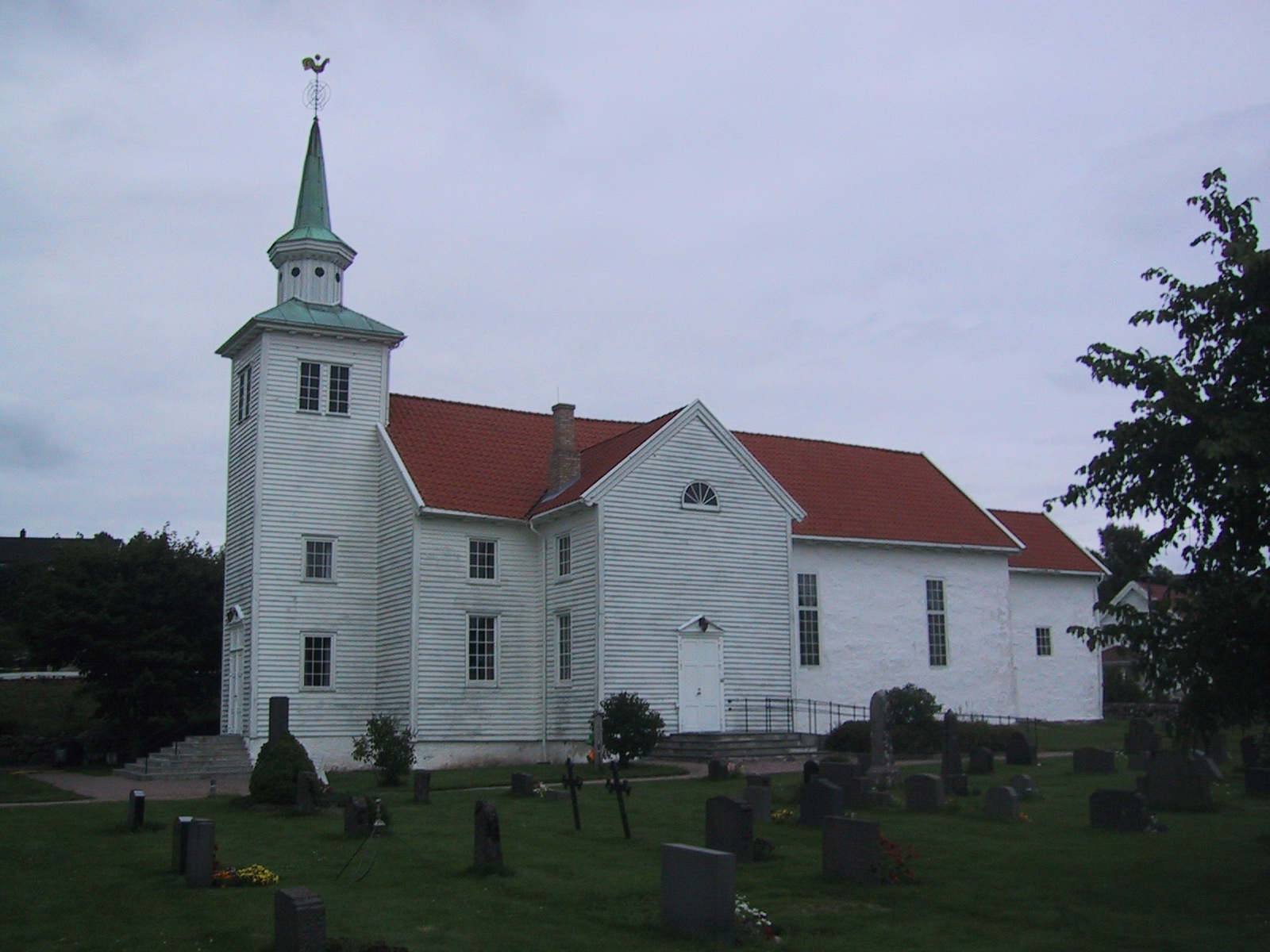
L'église de Spangereid date de 1100. La partie la plus ancienne est celle construite en pierre, que Friis a certainement connue.
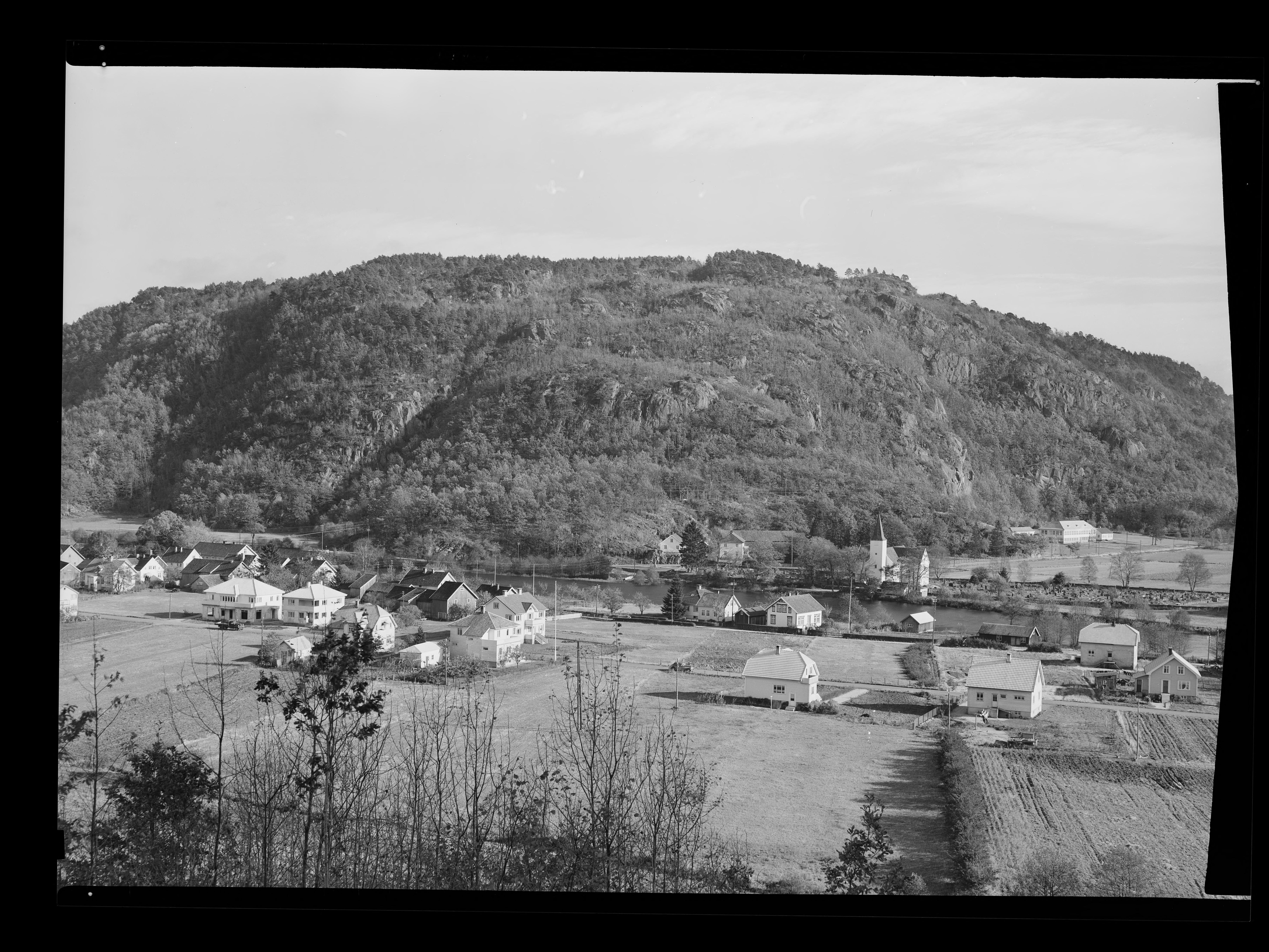
Vigeland vers 1951. Sur la droite se trouvent l'église de Valle et son cimetière.
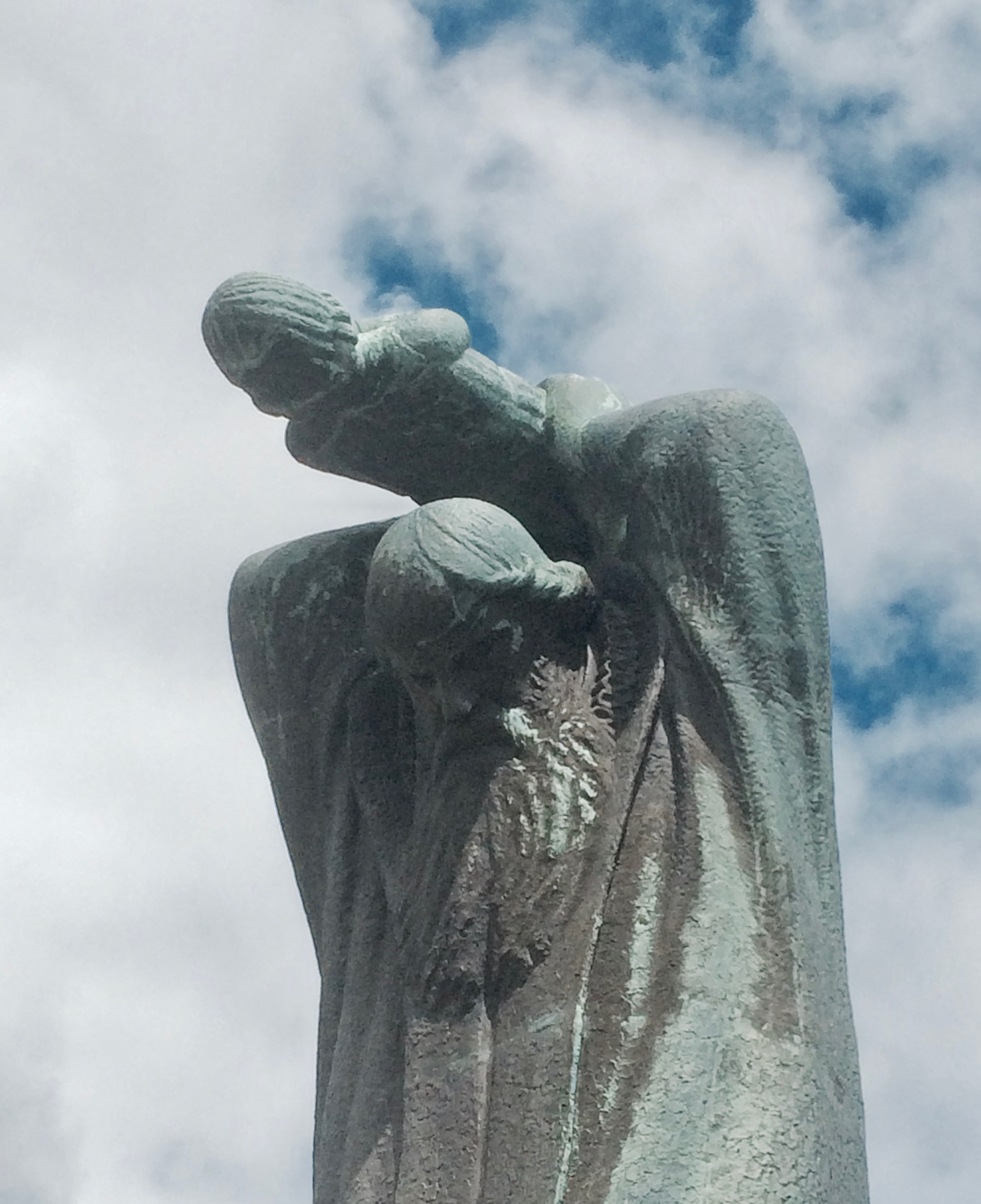
Détails de la statue de Peder Claussøn Friis située à côté de l'église de Valle.

### Pasteur au fort caractère
Peder Claussøn Friis use de son fort caractère dans ses relations avec ses fidèles. En effet, au XVIe siècle, celles-ci pouvaient être très difficiles, tant les populations étaient attachées à des traditions, que les pasteurs désignaient comme des superstitions papistes à éradiquer. Ainsi, au début de la Réforme, un pasteur fut tué par ses fidèles et un autre eut deux doigts coupés en Norvège. Certains lieux sont restés pendant deux ou trois ans sans pasteur, aucun homme d'église n'osant y officier.
En tant que pasteur, il se doit d'être l'avocat des paysans lorsqu'ils sont menacés dans leurs droits, et en même temps, il doit les obliger à remplir leurs devoirs envers leur église. Ainsi il lui arrive plusieurs fois d'entrer en conflit avec ses paroissiens, en particulier pour le paiement de la dîme,. À Mjølhus, lors de la fête de Noël, le 25 décembre 1589, il est blessé par un paysan, Olaf Tjøstelssøn. Dans une autre affaire, Friis est condamné à une amende pour avoir blessé d'un coup de couteau au bras l'homme de loi Torkel Hage,. Néanmoins, malgré ces conflits, Peder Claussøn Friis semble continuer à jouir de la confiance de ses paroissiens.
En 1602, la commune de Lista est placée sous la responsabilité de l'homme de loi Peder Grubbe, qui durcit les exigences quant au travail des paysans. Ces derniers protestent et Friis les soutient, ce qui lui vaut un procès, intenté par Grubbe, à Bergen en 1604. Durant le procès, où est invoquée cette ancienne affaire où Friis avait été condamné, Grubbe reproche à Friis d'avoir permis à un couple de divorcer puis de se remarier chacun de leur côté sans en avoir référé avant au chapitre. Il lui reproche également une foule de petits délits et d'amendes. De hauts personnages du royaume étaient présents à Bergen, dont le roi Christian IV. Friis argumente en montrant que Grubbe tente de pervertir la vérité, en faisant feu de tout bois et en montant en épingle des faits sans conséquences. Finalement, Friis reçoit une simple remontrance, tandis que les quatre paysans poursuivis pour rébellion sont acquittés le 9 juillet 1604. Grubbe, quant à lui, reçoit une sévère remontrance du tribunal et se trouve renvoyé de son comté l'année suivante.
Au terme de ce procès, Friis garde la confiance de ses paroissiens. Considéré, malgré son fort caractère, comme quelqu'un d’éminemment sympathique, les paysans le voient comme l'un des leurs, car non seulement il n'hésite pas à s'insurger contre les hommes de loi et les gens de la bonne société, mais il leur apporte également son soutien lorsqu'ils sont en conflit avec les autorités.

## Travaux
En 1537, le roi Christian III signe une charte par laquelle la Norvège perd sa qualité de royaume pour ne plus être qu'une simple province danoise. La Réforme, qui privilégie la langue nationale au détriment du latin, permet au danois de se développer à l'écrit alors que dans le même temps, le norvégien écrit vit ses derniers soubresauts. Le danois est désormais la langue écrite de Norvège et la langue orale des cercles de pouvoirs.
On est alors en pleine période de la Renaissance. On compte deux cercles humanistes en Norvège, l'un à Bergen, l'autre à Oslo. Friis rencontre l'évêque Jens Nilssøn, figure de proue de l'humanisme d'Oslo, en juillet 1576 à Skien. Il a ainsi rencontré de nombreuses personnes instruites qui ont pu l'aider entre autres à emprunter nombre de manuscrits anciens. Il a surtout écrit dans les vingt dernières années de sa vie, même s'il a vraisemblablement accumulé des notes pendant des années avant d'écrire.

### Traductions

#### Traduction des lois

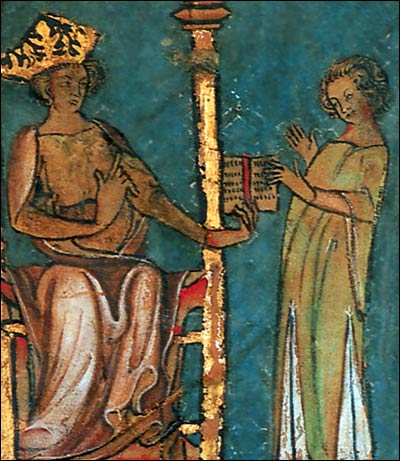
Magnus VI dit le législateur, établissant ses lois.

Axel Gyldenstjerne, gouverneur général de Norvège pour le Danemark, le charge de traduire en 1595 les anciennes lois de Magnus VI Lagabøte (le Législateur), encore en vigueur en Norvège, mais plus vraiment comprises puisqu'écrites en norrois. Anders Sæbjørnsson avait traduit vers 1530 les lois des Landslover portant sur le foncier ; produites à quatre-vingts exemplaires, il est certain que Friis en a eu connaissance. Il a donc traduit les anciennes lois avec l'aide de Peder Christenssøn : Norrigis Low. Néanmoins, ce corpus de lois traduites n'est pas utilisé.
Cette traduction, malgré quelques erreurs, est reconnue par les historiens du XIXe siècle comme un travail correct, et finalement, d'une meilleure qualité que celle de 1604, établie par les traducteurs mandatés pour rédiger la loi pour la Norvège de Christian IV,.

#### Traduction des sagas
À nouveau encouragé par Gyldenstjerne, il se met à traduire en danois des sagas : l'Heimskringla (ou Saga des rois de Norvège) et la Saga de Håkon Håkonsson. Il est non seulement le premier à les traduire dans leur intégralité mais de plus, ses traductions sont jugées de bien meilleure qualité que celles de ses prédécesseurs ou de ses contemporains. Il ne traduit pas les sagas d'un seul tenant, mais au contraire, au fur et à mesure qu'il parvient à se les procurer. Par ailleurs, il ne se contente pas d'une traduction mot à mot, mais il effectue tout un travail de recoupement entre les différents manuscrits, excepté pour la période 1202-1217, pour laquelle il se résout à traduire le manuscrit original, aujourd'hui perdu.
Pour la réalisation de ses sagas en langue norvégienne, il a pu travailler à partir d'au moins six manuscrits :
- Bergsbogen, copie d'environ 1400 — transcription des plus grandes sagas sur Olaf Tryggvason et Olav den Hellige ;
- un manuscrit aujourd'hui perdu des sagas royales de Snorri (le même manuscrit que celui utilisé par Laurens Hansson). Ce manuscrit est en lien avec le Jǫfraskinna ;
- un manuscrit aujourd'hui perdu des sagas sur Håkon III Sverreson, Guttorm Sigurdsson, Inge II Bårdsson et Håkon Håkonsson (dont il manquait déjà quelques feuilles) ;
- un manuscrit de Nóregs konungatal dont un fragment a été retrouvé à Bergen ;
- un manuscrit aujourd'hui perdu des Annales islandaises ;
- un manuscrit aujourd'hui perdu du Miroir royal, œuvre du XIIIe siècle.

Sa connaissance des langues — norvégien, danois, norrois, latin mais aussi anglais et allemand — l'a aidé pour la traduction des sagas. En outre, il a étudié de nombreux livres, tels que la Geste des Danois de Saxo Grammaticus, les Chronica regnorum aquilonarium Daniae, Sueciae, et Noruagiae de l'historien allemand Albrecht Krantz, le New Kreütter Büch du botaniste allemand Jérôme Bock ou encore le Historia de Gentibus Septentrionalibus d'Olaus Magnus qu'il n'hésite d'ailleurs pas à remettre en cause. Il lit également ses contemporains comme Jakob Madsens (Stamtavler over den danske og norske Kongeslægt, 1592), Arngrímur Jónsson (Brevis commentarius de Islandia, 1593), Arild Huitfeldt (Bispekrøniken: den geistlige Histori offuer alt Danmarckis Rige, 1604) et Claus Christoffersen Lyschander (Grønland Chronica, 1608).
Si Friis a une grande estime pour Snorri Sturluson, qu'il considère véritablement comme un historien, il est bien plus critique à l'égard de Saxo Grammaticus, l'auteur de la Geste des Danois, dont le but était de donner au Danemark une histoire nationale. Friis estime, en effet, que Saxo Grammaticus cherche uniquement à célébrer la grandeur du roi Valdemar et du Danemark, au détriment de toute vraisemblance historique. En remettant ainsi en cause la qualité historique de la Geste des Danois, Friis fait preuve de rigueur historique, une notion nouvelle pour l'époque,.

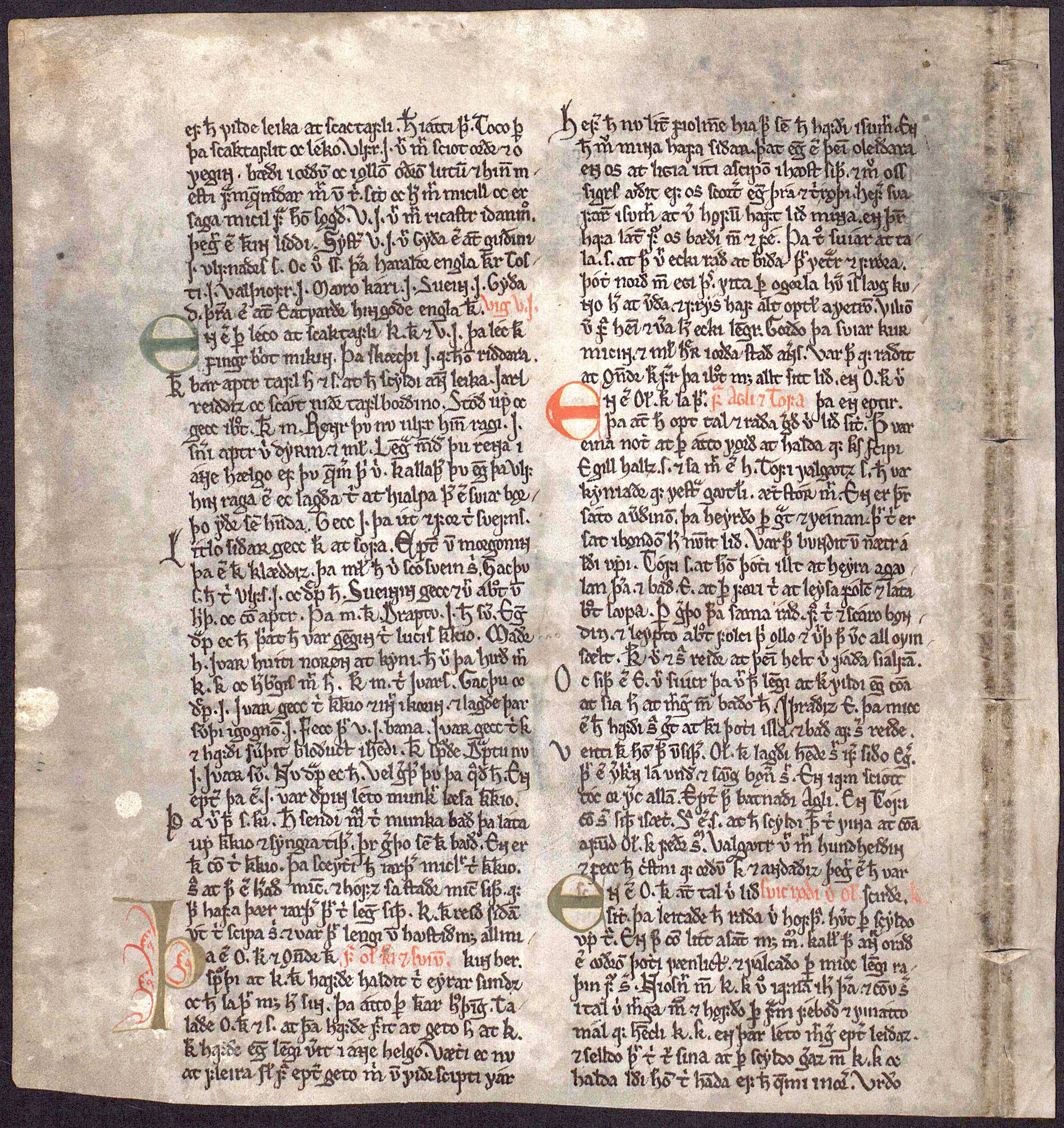
Une page de la saga d’Olaf den Hellige.
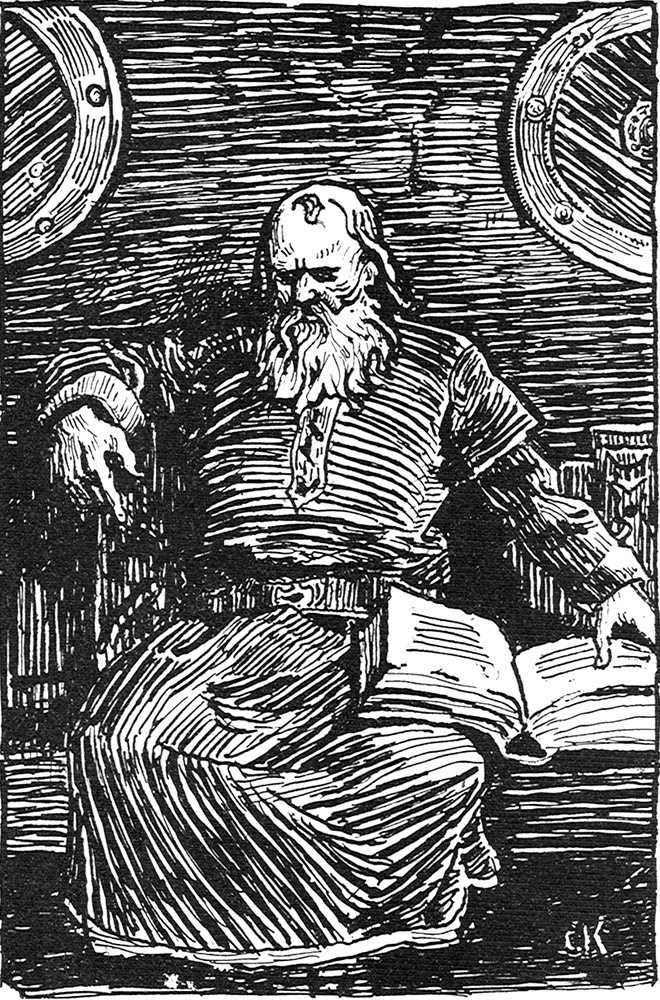
Snorri Sturluson (illustration de Christian Krohg).
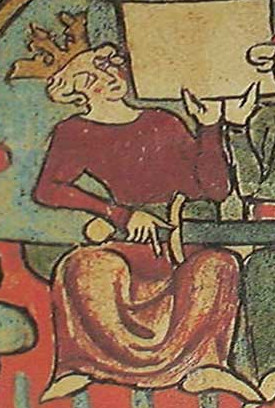
Håkon IV (enluminure du Flateyjarbók).
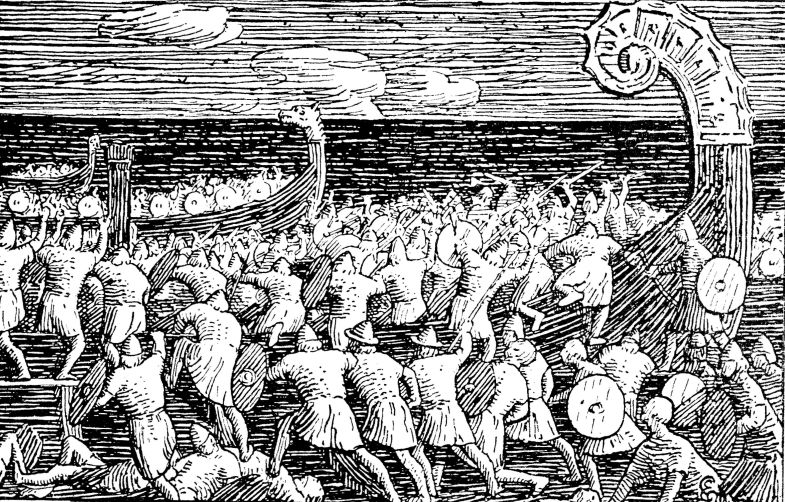
Saga d’Olaf Tryggvason, les hommes montent à bord de l’Ormen Lange.

### Écrits topographiques et historiques

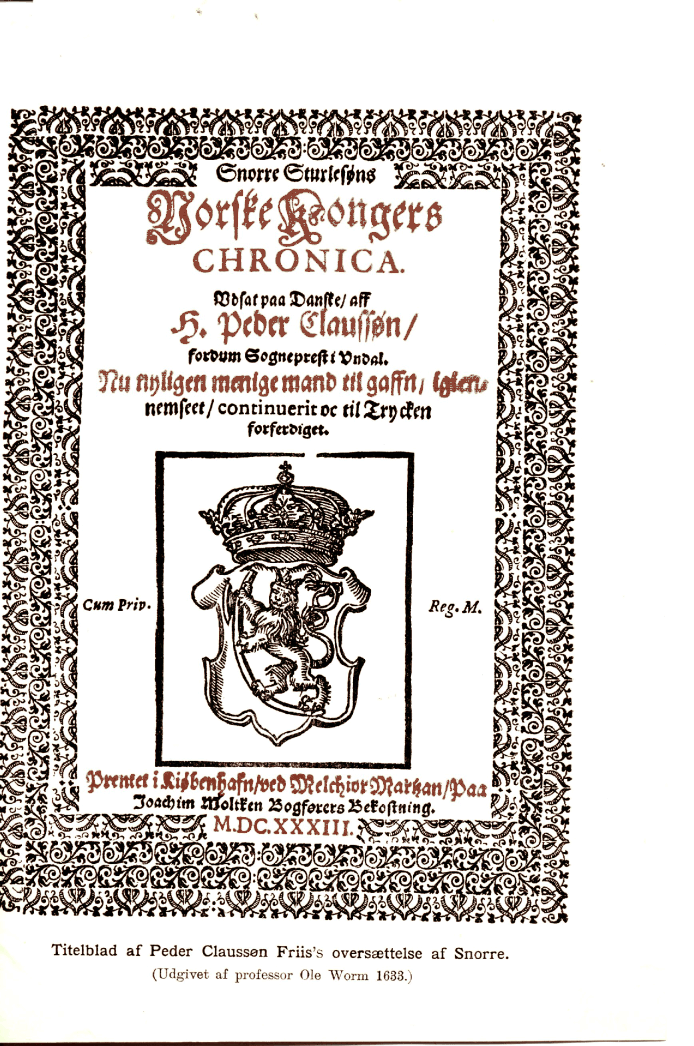
Couverture de l'édition de 1633 de Norske Kongers Chronica.

Friis n'a jamais voyagé en dehors de la Norvège, dont il ne connaît bien que la région de Stavanger. Il s'est rendu au moins une fois à Bergen et à Skien et deux fois à Oslo. Son premier écrit, comme il l'indique lui-même, date de 1580 et traite de l'Islande. Il écrit en 1592 sur les îles Féroé ; son écrit est basé sur des récits oraux et plus particulièrement d'après une conversation avec Jakob Audensen, un étudiant originaire des îles Féroé. Il écrit également sur les Orcades, le Groenland (1596) — où il explique le terme de Norderljos (« lumière du nord »),. Il écrit, en fait, sur la plupart des possessions qu'avait la Norvège au XIIIe siècle. Pour écrire sur les régions qu'il n'a pas eu l'heur de visiter, il s'est aidé des notes que lui a laissées Jon Simonssøn mais également des récits qu'il a pu entendre et des descriptions qu'il a pu lire dans différents manuscrits. Puis il rédige un écrit sur Stavanger et ses environs : Stavanger Stifts Beskrivelse (1608).
Vers 1592, il rédige un écrit historique, En kort Extract af de norske Kongers Chronica, dans lequel il ébauche une histoire de la Norvège jusqu'en 1387.
Son écrit le plus important reste cependant Norrigis Bescriffuelse, qu'il aurait vraisemblablement terminé en 1613. Il s'est basé sur les notes de Jon Simonssøn (surtout pour le Trøndelag et le nord de la Norvège). Dans cet écrit, il traite de la Norvège, de ses frontières, de sa répartition en comtés en les décrivant méthodiquement les uns après les autres (population, ville, nature, industrie, histoire). Il y parle également des Samis, de leur foi et de leur mode de vie. Reconnue comme une œuvre importante de la littérature norvégienne, le Norrigis Bescriffuelse offre une image vivante de la Norvège de la fin du XVIe siècle et du début du XVIIe siècle. Cet écrit, vaste par la somme des connaissances compilées, contient néanmoins des erreurs, des imprécisions en particulier dans les descriptions géographiques. Les explications étymologiques auxquelles il s'essaie, sont, par ailleurs, jugées depuis le XIXe siècle pour le moins hasardeuses quand ce n'est pas fantaisistes.
Dans son dernier écrit qui date de 1614, Om nogle Læns og Landes Bygning, som liggge under Norrigis Krone, il dresse un aperçu des comtés de Norvège. Cet aperçu inclut les provinces aujourd'hui suédoises du Jämtland et de l'Härjedalen, à l'époque norvégienne.
Ce type d'ouvrage descriptif est largement diffusé. Et la description bescriffuelse devient un modèle pour plusieurs ouvrages similaires dont le Norrigia Illustrata (1651) de Jens Lauritsøn Wolf.

### Écrits sur la faune et la flore

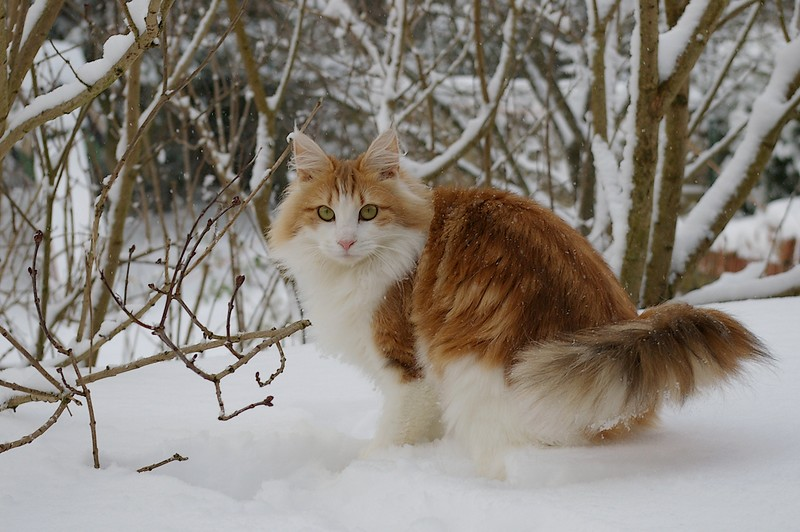
Friis avait distingué trois types de lynx : le loup-lynx, le renard-lynx et le chat-lynx.

En 1599, il commence son travail sur la Norvège à travers des petits écrits. Ceux-ci sur la nature sont profanes et n'ont pas de réelle valeur scientifique. Ils ne sont pour autant pas dénués d'intérêt puisqu'ils ont permis, à l'époque, d'avoir une première approche des sciences naturelles. C'est dans Om alle slags Djur que l'on trouve la toute première description d'un chat à poil long et à la fourrure impressionnante que l'on désignera plus tard sous le terme de chat des forêts norvégiennes.
- Om alle slags Djur, som ere udi Norrig (« De toutes les espèces d'animaux vivant en Norvège »)
- Om Fiske (« Des poissons »)
- Om Fugle (« Des oiseaux »). Un seul chapitre en a été retrouvé : Ørnen (« L'aigle »)[4]
- Om Skoffue oc Thræ i Norrige (« Des forêts et des arbres »)
- Om Urter og Blomster (« Des herbes et des fleurs »). Perdu

### Écrits religieux
Friis est également l'auteur d'un nombre inconnu d'écrits religieux. Néanmoins, deux sont connus : Om Tienden paa Agdesiden, qui a pu être conservé, dans lequel Friis traite de la dîme, et En foldig Forklaring over Fader vor — un écrit perdu dont seule l'existence est connue —, dans lequel Friis donne une explication simple du Notre Père destiné au peuple.

### Publications de ses écrits
Il n'y a pas au XVIe siècle d'imprimerie en Norvège. Les livres sont imprimés soit à Copenhague, soit à Rostock. Or rien ne montre qu'il ait cherché à se faire imprimer.
Aucun de ses écrits n'est publié de son vivant. Friis fait des copies qu'il distribue, principalement à son évêque, Jørgen Eriksen, qui les a gardées jusqu'à sa mort. C'est son successeur, Wegener, qui en 1630 envoie les copies dont celle de Beskrivelse over Norge og omliggende Øer au chancelier Christian Friis, lequel l'a fait parvenir au professeur danois Ole Worm. Celui-ci publie la copie en 1632, sous le titre Norriges oc Omliggende Øers sandfærdige Besschriffuelse,.
Ole Worm reçoit un exemplaire de la traduction des sagas qu'il publie en 1633 sous le titre Norske Kongers Chronica (dont la réédition remaniée de 1757 devient un succès populaire dans toute la Norvège).
Si Peder Claussøn Friis est cité dans la publication des sagas, son nom n'apparaît cependant pas dans le Beskrivelse over Norge og omliggende Øer, car Ole Worm avait fait imprimer le livre sans en référer auparavant à l'évêque de Stavanger. Le professeur modifie également quelques éléments, à l'instar des remarques de Friis sur la détestation des Danois par les Norvégiens qui disparaissent. Par ailleurs, c'est certainement un des aides islandais d'Ole Worm qui aura « islandisé » quelques formes que l'on ne trouve pas habituellement chez Friis (Haalæia pour Haaløia, Hringaricki pour Ringaricki…).
Ces deux éditions de Worm acquièrent une importance majeure. En effet, le livre de description de la Norvège devient non seulement une base de connaissances en Norvège, où le livre est lu et étudié dans les milieux paysans, mais également une œuvre connue à l'étranger, grâce à de multiples traductions. Quant à la publication des sagas, elle a permis de raviver dans la mémoire collective du peuple norvégien, le souvenir d'un royaume de Norvège indépendant. En outre, ces sagas ont donné une véritable cohérence dans la perception de l'histoire de la Norvège depuis les origines jusqu'à l'époque médiévale, cohérence que les historiens danois peinaient à établir pour le royaume de Danemark et de Norvège, malgré le talent littéraire de Saxo Grammaticus déployé dans la Geste des Danois.
Worm s'aide des travaux de Friis pour une publication en 1653. Les manuscrits, à la mort de Worm, sont donnés à Thomas Bartholin, dont le projet de les traduire en latin pour les publier est abandonné en raison de l'incendie de sa bibliothèque en 1670.
L'historien danois Rasmus Nyerup trouve en 1816 à la Bibliothèque royale de Stockholm une copie de la traduction des lois norvégiennes qu'il publie partiellement : Underwisning om Norrigis Low.
Longtemps considérés comme perdus, de nombreux écrits de Peder Claussøn Friis, dont ceux sur la faune et la flore, sont retrouvés à la bibliothèque de Copenhague en 1876 par le chercheur et universitaire norvégien Gustav Storm. En effet, grâce aux multiples copies que Friis effectuait de ses travaux, certaines furent transmises à l'amiral danois Ove Gjedde, en Scanie ; qui les céda ensuite à W. J. Coyet, lequel les a cachées en 1710 à la bibliothèque. L'intégralité des manuscrits redécouverts fut publiée comme supplément à la revue Norsk historisk Tidsskrift entre 1877 et 1881, sans modifications. Ces écrits constituent véritablement une source majeure pour l'histoire littéraire et linguistique de la fin du XVIe siècle et du début du XVIIe siècle.

### Intérêt linguistique et historique

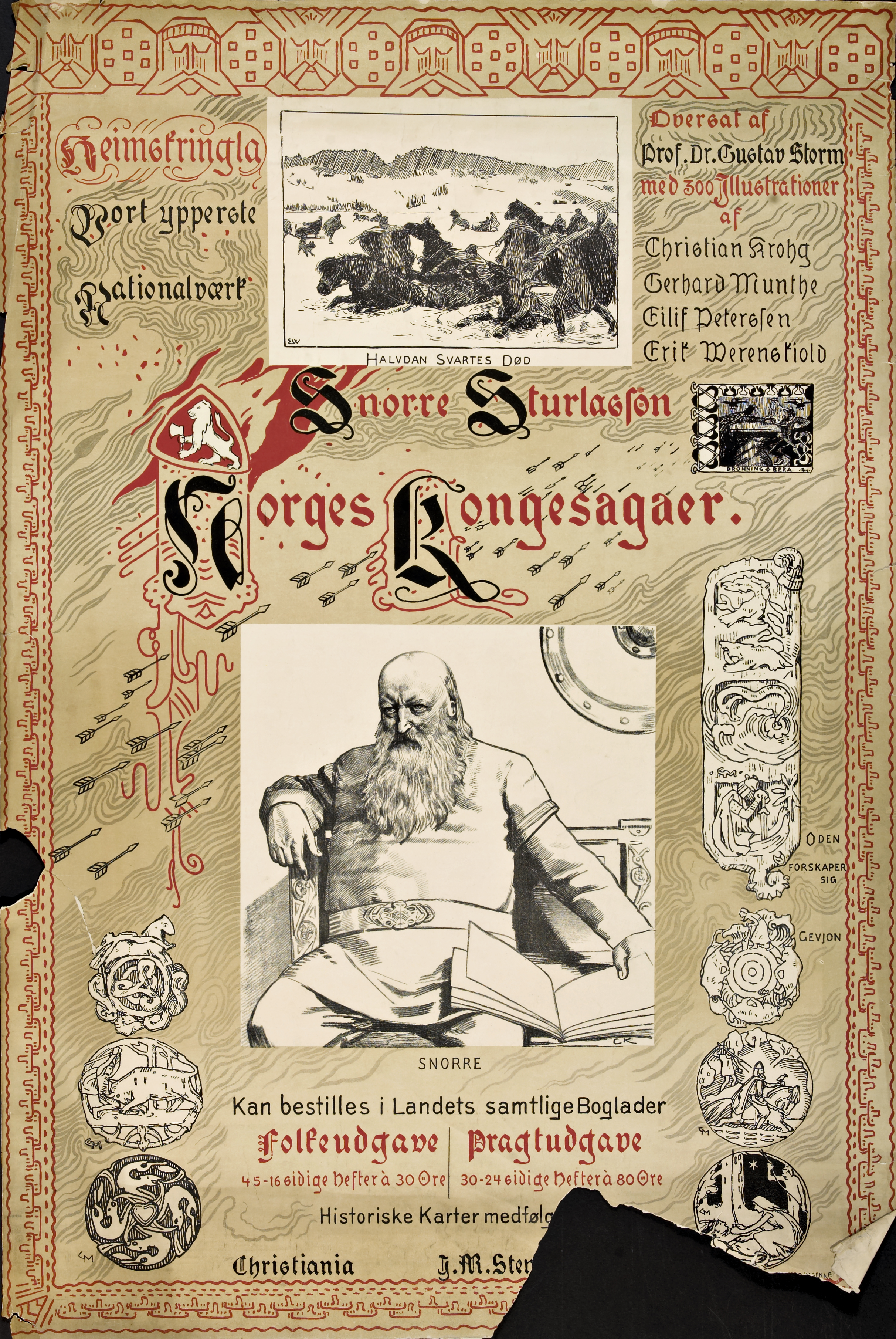
Les sagas des rois de Norvège — édition de 1899.

Friis a vécu peu après les derniers écrits en norvégien. La langue écrite est alors le danois, mais les Norvégiens écrivent un danois archaïque. C'est le cas de Friis chez qui on trouve des mots norvégiens (empruntés aux dialectes), mais aussi des mutations consonantiques et des diphtongues typiquement norvégiennes,.
De fait, au milieu d'un danois archaïque, se trouvent des éléments (morphologiques, lexicaux) qui proviennent de la langue parlée, c'est-à-dire des dialectes. Friis inclut donc des éléments du dialecte du Sørlandet dans son danois.
À l'instar d'Absalon Pederssøn Beyer, il a conscience de l'état de délabrement de la Norvège — qui en l'espace de deux siècles a perdu son indépendance, son statut de royaume, sa langue écrite et se trouve au XVIIe siècle sur le point d'être définitivement intégrée au Danemark — mais il reste moins négatif que Beyer. Si celui-ci pense tout de même que la Norvège finira par se relever, il ne semble pas entrevoir de lueur d'espoir à l'époque. Au contraire de Friis, qui voit déjà la force de caractère du paysan norvégien, son courage malgré sa dureté, comme des signes encourageants. En cela, Friis entrevoit ce que Laurent Hallager explique, deux siècles plus tard, dans l'introduction de son dictionnaire (Norsk Ordsamlig), à savoir que ce qui reste de la langue norvégienne authentique se trouve chez les paysans. Ceux-ci gardent leurs dialectes malgré les injonctions à parler le danois qu'ils considèrent comme la langue des gens des grandes villes et de la bourgeoisie. Autrement dit, l'espoir pour la Norvège de se relever sur le plan linguistique passe par le monde paysan, comme l'a très bien compris le linguiste Ivar Aasen, père du nynorsk.
En 1757, la réédition des sagas des rois de Norvège de Snorri Sturluson traduites par Friis devient une source d'inspiration pour le sentiment d'identité nationale norvégien qui commence à apparaître dans les années 1760,. Elles deviennent un classique que l'on trouve dans tous les foyers des paysans cultivés et ce jusqu'à l'apparition de traductions plus modernes au XIXe siècle, d'abord avec Jacob Aall en 1838, puis avec Peter Andreas Munch en 1859. Mais entre-temps, l'union avec le Danemark a vécu, la Norvège s'est dotée d'une constitution alors même qu'elle est entrée, contre son gré, dans une nouvelle union avec la Suède.

## Postérité

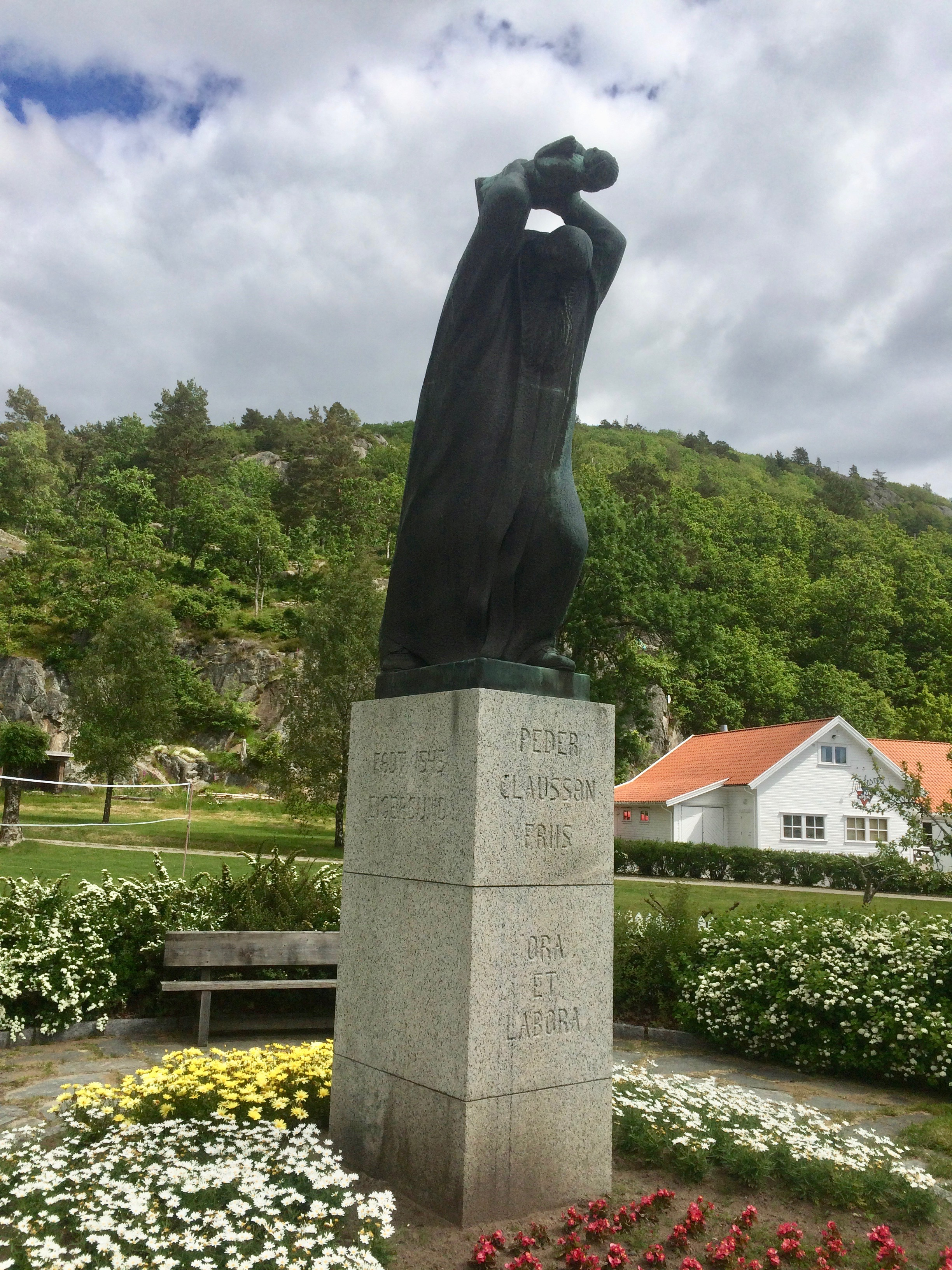
Statue de Peder Claussøn Friis par Gustav Vigeland, dans le jardin de l'église de Valle. Sur son socle sont entre autres gravés les mots latins Ora et labora (prie et travaille).

Après sa mort, Peder Claussøn Friis est entré dans la légende locale. On racontait, au moins jusqu'à la fin du XIXe siècle, des événements, des actes fabuleux le concernant. Il est devenu une sorte de héros légendaire, étant à Lista ce que Petter Dass est au Nordland.
En 1938, une statue de Peder Claussøn Friis est inaugurée dans le jardin de l'église de Valle. La statue est l’œuvre de Gustav Vigeland (1869–1943), qui a passé son enfance dans la ferme de Mjunebrokka à Vigeland.
Peder Claussøn Friis a plusieurs rues à son nom en Norvège, entre autres à Oslo, Stavanger, Skien et Egersund.